# DragonStrike
DragonStrike est un jeu vidéo de rôle et de simulation de vol développé et publié par Strategic Simulations (SSI) en 1990 sur Amiga, Commodore 64 et  MS-DOS et en 1992 sur NES. Le jeu est basé sur le jeu de rôle médiéval-fantastique Donjons et Dragons, publié par TSR. Il se déroule dans l'univers de Lancedragon, un décor de campagne du jeu de rôle Donjons et Dragons, pendant la Guerre de la Lance qui fait rage dans le monde de Krynn. Le joueur contrôle un chevalier combattant à dos de dragon métallique, le jeu combinant des éléments de jeu de rôle et de simulation de vol à dos d'un dragon. 

## Système de jeu
Le héros est équipé d'une lance ainsi que de nombreux objets magiques dont notamment un orbe ensorcelé qu'il utilise comme radar lors des phases de vol. Le dragon du joueur peut également utiliser son souffle magique pour attaquer dans une portée limitée, mais également ses griffes quand il est au contact de ses adversaires. Les bestiaire ennemi est varié, incluant toutes sortes de dragons maléfiques, avec ou sans cavaliers, mais également d'autres monstres volants tel que les manticores et les tyrannœils. Voler trop près du sol l'expose aussi à d'éventuelles attaques d'archer dans certaines régions. En fonction du dragon choisi (dragon de bronze, d'argent ou d'or), les fins des missions varient. Remplir des missions fait progresser le joueur, augmentant son nombre de points de vie et lui donnant la possibilité de contrôler des dragons de plus en plus puissants.

## Accueil
| DragonStrike |    |      |
| Amiga Action | US | 72 % |
| Dragon       | US | 5/5  |
| Gen4         | FR | 95 % |
| Joystick     | FR | 70 % |
| Zzap!64      | US | 77 % |

Au total, 34 296 copies du jeu sont vendues par Strategic Simulations.